# 천 (정위)
천(遷, ? ~ ?)은 전한 중기의 관료이다. ‘천’은 이름자로, 성씨는 알 수 없다.

## 행적
건원 4년(기원전 137), 정위에 임명되었다.

## 출전
- 반고, 《한서》권19하 백관공경표 下

| 전임 (대리) 신 | 전한의 정위 기원전 137년 | 후임 건 |